# Irlabe
Irlabe o Yirlaabe fou un estat del Futa Tooro. França hi va establir una posició militar a Saldé (creada el 1859) des de la qual va intentar afavorir a Irlabe contra el seu rival oriental Bosseya. El setembre de 1876 Bra Madiyu va fer ràtzies contra Irlabe i Laao. El 1877 Irlabe es va fer independent de l'imamat de Futa Toro i li fou acordat el protectorat francès. El 1879 els francesos van instal·lar el telègraf entre Laao i Irlabe 